# Michelle McNamara
Michelle Eileen McNamara (Oak Park, Illinois; 14 de abril de 1970 - Los Ángeles, California; 21 de abril de 2016) fue una escritora estadounidense.  Fue autora del libro basado en crímenes reales  I'll Be Gone in the Dark: One Woman's Obsesive Search for the Golden State Killer, y ayudó a acuñar el apodo del Asesino de Golden State, asesino en serie identificado después de su muerte como Joseph James DeAngelo. El libro se lanzó póstumamente en febrero de 2018 y luego se adaptó a la serie documental I'll Be Gone in the Dark, que debutó en HBO el 28 de junio de 2020.

## Primeros años
Nació y creció en Oak Park', una villa ubicada en el condado de Cook, al norte del estado estadounidense de Illinois, en el área metropolitana de Chicago. Era hija de Thomas W. McNamara, un abogado litigante, y Rita McNamara (de soltera Rigney), una ama de casa. Sus padres eran estadounidenses de origen irlandés. McNamara era la menor de las cinco hijas y un hijo de la pareja. Crecieron como católicos irlandeses.
En 1988, se graduó en el instituto Oak Park and River Forest High School de su ciudad natal, y en su último año fue editora en jefe del periódico estudiantil Trapeze. En 1992, McNamara se graduó en la Universidad de Notre Dame con una licenciatura en Estudios Ingleses. Obtuvo un MFA en escritura creativa por la Universidad de Minnesota.

## Carrera
Después de graduarse en 1997, McNamara se mudó a Los Ángeles para escribir en la industria del cine y la televisión.
En 2006, McNamara lanzó su sitio web TrueCrimeDiary. McNamara tenía fascinación, desde hacía bastante tiempo, por los casos de crímenes reales, que fue motivada por el asesinato sin resolver de Kathleen Lombardo que ocurrió a escasa distancia de donde vivía cuando era joven. En 2014, McNamara y el periodista de investigación de delitos verdaderos Billy Jensen estaban en un panel interactivo de SXSW llamado "Citizen Dicks: Resolviendo asesinatos con las redes sociales". McNamara y Jensen tenían una amistad a largo plazo basada en su pasión compartida por investigar y escribir sobre delitos reales.
McNamara comenzó a interesarse por los crímenes provocados por un violador y asesino no identificado que se conoció, entre otros epítetos, Original Night Stalker, Visalia Ransacker, East Area Rapist o Diamond Knot Killer. Debido en gran parte a los esfuerzos de McNamara para unir estos grupos de crímenes en la conciencia pública después de que algunos de sus crímenes fueraon vinculados por la prueba de ADN, el asesino sería más tarde conocido en inglés como el Golden State Killer (GSK). Escribió artículos para la revista Los Angeles sobre el asesino en serie en 2013 y 2014. Paul Holes, un investigador de la oficina del fiscal de distrito del condado de Contra Costa, declaró que la tenaz persistencia y confiabilidad de McNamara con información sensible sobre los casos de GSK le valió un nivel inusual de cooperación por parte de los funcionarios encargados de hacer cumplir la ley. Luego firmó un contrato de libro con la editorial HarperCollins y comenzó a trabajar en un libro sobre el caso.
Su libro, titulado I'll Be Gone in the Dark: One Woman's Obsesive Search for the Golden State Killer, fue actualizado y finalizado póstumamente por los escritores de crímenes verdaderos Paul Haynes, Billy Jensen y su viudo Patton Oswalt después de su muerte. El libro, publicado póstumamente el 27 de febrero de 2018 (casi dos años después de su muerte), alcanzó el número 2 de la lista de Best Seller de The New York Times en no ficción y el número 1 en no ficción combinada de libros impresos y electrónicos. El libro permaneció en la lista durante 15 semanas.
El 9 de abril de 2018, HBO anunció que había comprado los derechos del libro y lo estaba convirtiendo en una serie documental. La filmación comenzó el 24 de abril de 2018. La serie documental también titulada I'll Be Gone in the Dark, estuvo dirigida por Liz Garbus y se estrenó el 28 de junio de 2020.
En la noche del 24 de abril de 2018, las autoridades californianas arrestaron a Joseph James DeAngelo como el presunto asesino de Golden State en su casa. Oswalt afirmó que el uso por parte de las autoridades del nombre del asesino que acuñó McNamara era "una prueba del impacto de su trabajo".

## Vida personal
McNamara se casó con el comediante Patton Oswalt el 24 de septiembre de 2005. La hija de la pareja, Alice, nació el 15 de abril de 2009.

## Muerte
McNamara murió mientras dormía el 21 de abril de 2016 en la casa de su familia en Los Ángeles. Según el informe de la autopsia publicado, su muerte se atribuyó a los efectos de múltiples medicamentos, incluidos Adderall, alprazolam y fentanilo. La enfermedad cardiovascular aterosclerótica que padecía fue un factor contribuyente. El forense dictaminó que se trataba de una sobredosis accidental. Fue enterrada en el Forest Lawn Memorial Park de Los Ángeles.